# Hyphear pseudoodoratum
Hyphear pseudoodoratum är en tvåhjärtbladig växtart som först beskrevs av Alexander von Lingelsheim, och fick sitt nu gällande namn av Danser. Hyphear pseudoodoratum ingår i släktet Hyphear och familjen Loranthaceae. Inga underarter finns listade i Catalogue of Life.